# Piedra Negra
Piedra Negra är en ort i Mexiko.   Den ligger i kommunen San Sebastián Río Hondo och delstaten Oaxaca, i den sydöstra delen av landet, 500 km sydost om huvudstaden Mexico City. Piedra Negra ligger 2 557 meter över havet och antalet invånare är 147.
Terrängen runt Piedra Negra är kuperad åt nordost, men åt sydväst är den bergig. Runt Piedra Negra är det glesbefolkat, med 18 invånare per kvadratkilometer. Närmaste större samhälle är Miahuatlán de Porfirio Díaz, 19,4 km nordväst om Piedra Negra. I omgivningarna runt Piedra Negra växer i huvudsak blandskog.